# Yenilmez
Yenilmez (türkisch, „unbesiegbar“), arabisch Mchaschniye, ist ein Dorf im Landkreis Savur der türkischen Provinz Mardin. Yenilmez liegt etwa 43 km nordöstlich der Provinzhauptstadt Mardin und zwölf Kilometer südöstlich von Savur. Yenilmez hatte im Jahr 2012 bei einer Volkszählung 478 Einwohner.
Die Einwohner sind Araber und werden als „Mardellis“ bezeichnet.
Das Dorf gilt neben Üçkavak als Herkunftsort verschiedener krimineller Clans in Deutschland.